# Armeria caballeroi
Armeria caballeroi är en triftväxtart som först beskrevs av Bernis, och fick sitt nu gällande namn av Donad. Armeria caballeroi ingår i släktet triftar, och familjen triftväxter. Inga underarter finns listade i Catalogue of Life.